# Пластични богови и огледало
Пластични богови и огледало је дугометражни документарни филм у режији Бранка Лазића, који истражује однос човјека према предметима које поставља на свој ретровизор - малим симболима личних вриједности, страхова, вјере и идентитета. Филм траје 57 минута и настао је као резултат колаборативног процеса у којем је учествовало више од 95 сниматеља из различитих крајева свијета.

## Настанак филма
Идеја за филм Пластични богови и огледало  настала је током периода пандемије, када је редитељ учествовао у више онлајн и колаборативних филмских пројеката. Инспирисан тим искуствима, дошао је на замисао да реализује документарни роуд филм састављен од снимака људи широм свијета, као одговор на питање: Шта све људи вјешају на своје ретровизоре? Циљ је био да се открије шта симболично стављамо испред себе на  путу кроз живот - шта волимо, у шта вјерујемо, чему се надамо. Аутори снимака имали су потпуну слободу у избору начина снимања, звука и коментара, а стизали су кадрови из различитих поднебља, у различитим временским условима и резолуцијама. Овај филм представља јединствену колективну мапу вриједности, навика и интимних ритуала савременог човјека.

## Екипа филма
| Редитељ:          | Бранко Лазић |
| Продуцент:        | Љубомир Тешинић |
| Копродуцент:      | Мирослав Бата Петровић |
| Копродуцент:      | Сузана Лазић |
| Монтажер:         | Ведран Марић |
| Дизајнер звука:   | Владимир Владетић |
| Композитор:       | Марко Тица |
| Сниматељи:        | Александар Марковић, Љубомир Тешинић, Данијел Павловић, Ратко Радановић, Милана Мајар, Onally Devarlo, Saqlan Mensuri, Tardy Trevel, Akhil Ramapuram, 4so, Tim Lally, Daniel Dostalik, Truck Driver World, Unniraja Gopalakrishnan, Jannpal Singh-Lucas Gomez, Vicky Rajput 9268, Cameron Finley, Nihal Ki ambulance, Derisup DS, Mr. Indian JCB guru, Hayderabad expres, Life Journey With Buses, Cats and Friends, Anurodh Diman Daljnoboj, Babu Belel, Rozal Tanuj, Lucky Lohar, vlog with Visal, Keval vlogs, KG Norwey truck, Mayank Verma, Manila DJ Zone 31 volunteer fire brigade inc, Just Some Guy Lowriding, Cameron Rozzelle, MR Ghatak, Birander R., CarStatus 8774, BRYAN PARROT C. Drive with Sanju, Pika travel, Vlog with Ganesh, PuniPuni Vehicle, Ukraine tbic, Samurai travel, Lance Brazil, Немања Мирковић, “gumeni patak 98” Bushcraft and Kitchen, Tetu Channel, Otobuss.com, Noushad Shadz, Michael Raimondo, Justine du Toit (Green Renaissance) Cranky Cameraman, Luis Solis, Drumlin Media, Ryan Jones, Dave Small, Darko Sošnja Gabriel M., Kira Story, Go alone-Max S., Vijaly Paul-maxa cam, More Formosa, Geoff Droz, Johnny Trucker, Tuner shop, Saphryn Shikaze, Eric Lonna, Silver turtle 65, Focus araound, Truckers eye view, Rocketwest prod, To be determined, Гордана Полетановић, Драгана Бањац, Душан Шапоња, Душан Чавић, Сандра Јосовић, Дарија Бузаковић, Грегор Зупанц, Душан Агбаба, Катарина Лазић, Милош Орлић, Бранко Лазић; |
| Дизајнер плаката: | Александар Зограф; |